# Коулвілл (Каліфорнія)
Коулвілл (англ. Coleville) — переписна місцевість (CDP) в США, в окрузі Моно штату Каліфорнія. Населення — 419 осіб (2020).

## Географія
Коулвілл розташований за координатами 38°35′0″ пн. ш. 119°30′57″ зх. д. / 38.58333° пн. ш. 119.51583° зх. д. (38.583286, -119.515954).  За даними Бюро перепису населення США в 2010 році переписна місцевість мала площу 35,63 км², уся площа — суходіл.

## Демографія
Згідно з переписом 2010 року, у переписній місцевості мешкало 495 осіб у 171 домогосподарстві у складі 141 родини. Густота населення становила 14 особи/км².  Було 201 помешкання (6/км²).
Расовий склад населення:
| - 78,0 % — білих - 2,0 % — корінних американців - 1,6 % — азіатів - 1,2 % — чорних або афроамериканців - 12,5 % — осіб інших рас |

До двох чи більше рас належало 4,6 %. Частка іспаномовних становила 22,2 % від усіх жителів.
За віковим діапазоном населення розподілялося таким чином: 33,7 % — особи молодші 18 років, 59,8 % — особи у віці 18—64 років, 6,5 % — особи у віці 65 років та старші. Медіана віку мешканця становила 25,7 року. На 100 осіб жіночої статі у переписній місцевості припадало 93,4 чоловіків;  на 100 жінок у віці від 18 років та старших — 101,2 чоловіків також старших 18 років.
Середній дохід на одне домашнє господарство  становив 48 646 доларів США (медіана — 40 278), а середній дохід на одну сім'ю — 52 880 доларів (медіана — 45 550). 
Цивільне працевлаштоване населення становило 227 осіб. Основні галузі зайнятості: публічна адміністрація — 84,6 %, освіта, охорона здоров'я та соціальна допомога — 7,9 %, сільське господарство, лісництво, риболовля — 4,8 %, науковці, спеціалісти, менеджери — 2,6 %.